# 美人魚的季節
《美人魚的季節》（マーメイドの季節）為Netvillage（2006年10月改名為fonfun）旗下品牌Gamevillage所發售的Windows用戀愛遊戲。發售日是2001年3月16日，於同年12月13日移植到PlayStation。
本作的劇本是山田櫻丸，與作家櫻庭一樹是同一人。

## 概要
遊戲的基本是「與女角變得親近」和「關於神秘網頁的調查」這二個目的。在一日中有2-3次是可在街上移動，與相遇的人物進行對話。如是女角是好感度上升，如是男角就是「調查度」上升。這個「調查度」是有達成率，會因聽到與線索有關的話而上升。另外如在一定的期限前「調查度」沒達到100％，會自動進人BadEnd。

## 大要
高幡雅人在暑假的第一天，於自宅的信箱中得到寫著一個網址的便條。在網頁上寫著神秘信息：「在你身邊的人將要發生危險的事。或許還能挽救，也或許來不及。事情會如何發展就看你的行動來決定。」
在度過暑假的時候，雅人與包括童年玩伴的四名女性變得親近。以及在人型生化人「美人魚」的回收騷動。

## 登場人物

### 主要人物
高幡雅人（聲：無）
主人公。年齡：17歲，身高：172公分，體重：61公斤。若葉學園高二學生，水色唇彩的工讀生。
中學時代曾是田徑部成員，因韌帶受傷而退出。
大澤夏菜（聲：那須惠）
高幡雅人的青梅竹馬兼鄰居，雙親於三個月前因事故過世。年齡：16歲，身高：156公分。
若葉學園高二學生，管弦樂社社員。
武藏野日向（聲：柳沢真由美）
若葉學園高三學生，射擊部社長兼唯一社員。家中是警察世家。年齡：18歲，身高：158公分。
中學時與雅人一樣是就讀南平第一中學，當時留著長髮，個性也比現在文靜。
若葉琴野（聲：中川亞紀子）
若葉學園高二學生，該校長的獨生女，生物研究社社員。虎之介的青梅竹馬。年齡：17歲，身高：160公分。
於廢屋秘密飼養水母小嗶。
片倉優月（聲：折笠富美子）
大學生，就讀機械工學。浦霞資訊網的氣象小姐。年齡：19歲，身高：165公分。

### 其他人物
片倉雄三（聲：北村弘一）
經常在人魚之丘畫畫的老人，優月的爺爺，機械工學的權威。曾是雙子星企業的研究員，負責美人魚開發。
武藏野直人（聲：山岸功）
日向的哥哥，25歲。南平車站前派出所的警官。被彩稱為格鬥技狂。
於8月3日受襲重傷入院，女朋友失去音信。
武藏野彩（聲：山本麻里安）
日向的妹妹，小學生。
稻城虎之介（聲：鈴木千尋）
琴野的青梅竹馬，高二。雙子星企業社長的三男，綽號『一人國國王』。
國領京也（聲：大川透）
雙子星企業的公關。
鈴（聲：小暮英麻）
半人半貓的獸人型美人魚。
中河原保（聲：無）
雙子星企業的研究員，於7月24日死亡，死因不明。鈴的主人。曾是雄三的助手。

## 用語
浦霞半島
故事舞台。是一個面臨太平洋的半島，有名的觀光景點。
南平市
浦霞半島最南端的港市。是主人公所居住的市鎮。
若葉學園
私立高中。由若葉家所經營的學園，若葉家的事業包括幼稚園至大學。
浦霞資訊網
南平市的有線電視網，也有經營網際網路服務的事業。
水色唇彩
臨海公園附近的喫茶店，是雅人、琴野打工的地方。
美人魚
由雙子星企業所開發能執行多種功能的生化人。以接近人類為開發概念，有著從外面無法辨別是否人類的造型。
雙子星企業
美人魚禁止法案

## 製作人員
- 原畫：成瀨千里（日语：成瀬ちさと）
- 劇本：山田桜丸

## 主題曲
OP「作夢的花兒」
- 作詞：山田桜丸
- 作曲：桑原和男
- 編曲：桑原和男
- 主唱：那須惠

ED「太陽與海的片斷」
- 作詞：山田桜丸
- 作曲：桑原和男
- 編曲：桑原和男
- 主唱：那須惠

## 外部遊戲
- 日本官方網頁